# In Extremis
In Extremis è il sesto album della band death metal polacca Azarath, pubblicato nel 2017.

## Tracce
1. The Triumph of Ascending Majesty – 5:11
2. Let My Blood Become His Flesh – 3:22
3. Annihilation (Smite All the Illusions) – 3:25
4. The Slain God – 4:54
5. At the Gates of Understanding – 4:14
6. Parasu Blade – 3:51
7. Sign of Apophis – 3:09
8. Into the Nameless Night – 4:56
9. Venomous Tears (Mourn of the Unholy Mother) – 3:04
10. Death – 4:26

## Formazione
- Bartłomiej "Bart" Szudek - chitarra
- Marek "Necrosodom" Lechowski – voce, chitarra
- Piotr "P." Ostrowski  - basso
- Inferno - batteria